# Чалонер, Ричард, 3-й барон Гизборо
Томас Ричард Джон Лонг Чалонер, 3-й барон Гизборо (англ. Thomas Richard John Long Chaloner, 3rd Baron Gisborough; род. 1 июля 1927, Харворф-он-Тис, Дарем) — британский пэр.

## Биография
Родился 1 июля 1927 года в Харворт-Олд-Холле, Дарлингтон, графство Дарем. Единственный сын Томаса Чалонера, 2-го барона Гизборо (1889—1951), и Эстер Изабелле Мадлен Холл (1901—1970).
Он получил образование в Итонском колледже (Виндзор, графство Беркшир) и в Королевском сельскохозяйственном колледже (Сайренсестер, графство Глостершир). В 1946 году ему был присвоен чин лейтенанта валлийской гвардии.
11 февраля 1951 года после смерти своего отца Ричард Чалонер унаследовал титул 3-го барона Гизборо из Кливленда (графство Йоркшир).
В 1955 году он получил звание капитана Нортумберлендского гусарского полка. В 1967 году он был назначен членом правления Universal Television Yorkshire. Он был подполковником Green Howards с 1967 по 1969 год. Он занимал должность заместителя лейтенанта Кливленда в 1973 году Он был назначен рыцарем ордена больницы Святого Иоанна Иерусалимского в 1981 году. Он занимал должность лорда-лейтенанта Кливленда с 1981 по 1996 год и должность лейтенанта Северного Йоркшира с 1996 по 2001 год.

## Личная жизнь
26 апреля 1960 года в Вестминстере (Лондон) барон Гизборо женился на Шейн Ньютон (род. 24 августа 1934), дочери Сидни Артура Ньютона и Уны Флеминг. У супругов было двое сыновей:
- Достопочтенный Томас Перегрин Лонг Чалонер (род. 17 января 1961), старший сын и наследник титула. С 1992 года женат на Карен Томас.
- Достопочтенный Роберт Тоби Лонг Чалонер. С 1999 года женат на Диане Элизабет Карлтон, от брака с которой у него есть одна дочь.